# 348 v. Chr.
Portal Geschichte | Portal Biografien | Aktuelle Ereignisse | Jahreskalender | Tagesartikel

◄ |
5. Jahrhundert v. Chr. |
4. Jahrhundert v. Chr. |
3. Jahrhundert v. Chr. |
►

◄ | 360er v. Chr. | 350er v. Chr. | 340er v. Chr. | 330er v. Chr. |
320er v. Chr. |
►

◄◄ | ◄ | 351 v. Chr. | 350 v. Chr. | 349 v. Chr. | 348 v. Chr. |
347 v. Chr. |
346 v. Chr. |
345 v. Chr. |
► |
►►

## Ereignisse
- Nach der Zerstörung der mit Athen verbündeten Stadt Olynth durch die Makedonier unter Philipp II. ergeben sich die übrigen Städte des Chalkidischen Bundes kampflos.
- Rom schließt den zweiten karthagisch-römischen Vertrag mit Karthago über die Einflusssphären der beiden Mittelmeermächte; vereinbart wird der Freihandel auf Sizilien, Rom wird als Schutzmacht der latinischen Städte anerkannt. Im Gegenzug wurden die Gebietsansprüche und Einflusssphären Karthagos in Afrika und Spanien anerkannt.